# Fernando Guedes
 Manuel Fernando Ayres Guedes da Silva (Porto, 1 de Julho de 1929 — Lisboa, 28 de Agosto de 2016) foi um escritor e editor português que se dedicou essencialmente à poesia, às belas-artes e à história da cultura, ligado ao Concretismo em seu país.

## Biografia
Fernando Guedes nasceu no dia 1 de Julho de 1929, no Porto.
Considerado um poeta da geração da Távola Redonda, assim designada porque diversos poetas publicavam os seus poemas na revista Távola Redonda.
Dentre as revistas em que colaborou a partir de 1950, pode citar-se a Tempo Presente que dirigiu de 1959 a 1961.
Foi o fundador da Editorial Verbo em 1958, continuando ainda no cargo de Presidente do Conselho de Administração (2007).
Chefiou a direcção do Grémio Nacional de Editores e Livreiros no período compreendido entre  1968 e 1972 e mais tarde no período compreendido entre 1982 e 1986, chefiou a Associação Portuguesa de Editores e Livreiros que substituiu o Grémio entretanto extinto.
Ocupou diversos cargos em diversas instituições como Conselho Consultivo do Instituto Português do Livro,  Conselho Consultivo da Fundação António Quadros, Comissão Nacional para a Língua Portuguesa, Conselho Superior das Bibliotecas Portuguesas, Consultor da CEE e da Unesco, Presidente da Federação dos Editores Europeus (1988 a 1990), Presidente da União Internacional de Editores (1992 a 1996) e Vogal do Conselho Superior da Universidade Católica Portuguesa, Académico efectivo da Academia Nacional de Belas-Artes, Academia Portuguesa da História e Associação Portuguesa de Historiadores da Arte.
Foi também um dos fundadores da Sociedade Científica da Universidade Católica Portuguesa.
Foi também presidente do clube literário Círculo Eça de Queiroz.
Em 2006, no Real Gabinete Português de Leitura, no Rio de Janeiro, Fernando Guedes apresentou uma comunicação sobre o tema “Notícia de um fracassado negócio de escravos em tempos do marquês de Pombal”.
Fernando Guedes morreu dia 28 de Agosto de 2016, em Lisboa.

## Obras
- O Poeta (1950)
- Vinte Canções Voltadas a Norte (1956)
- A viagem de Ícaro (1960)
- Pintura, Pintores, etc. (1962)
- Caule, Flor e Fruto (1962)
- Fátima mundo de esperança (1967)
- Nadir Afonso (1967)
- Poesias escolhidas 1948 – 1968 [incluindo o livro inédito Hotel de Turismo](1968) ISBN 978-972-22-1712-5
- Aspectos editoriais do livro juvenil (1973)
- A edição em Portugal"  (Que cultura em Portugal nos próximos 25 anos) (1984)
- Estudos sobre Artes Plásticas (1985)
- Eu editor me confesso (1988)
- O Livro e a Leitura em Portugal ISBN 978-972-22-0225-1
- Os Livreiros em Portugal (e as suas associações desde o século XV até aos nossos dias) ISBN 978-972-22-1585-5
- Catálogo da exposição do artista Fernando Lanhas (Casa de Serralves, 1988) (colaboração)
- Os Sete Rostos (1988) ISBN 978-972-27-0154-9
- João Baptista Reycend e as Duas Viagens ao Delfinado ISBN 978-972-624-133-1
- António Ferro e a Sua Política do Espírito  (1997) ISBN 978-972-624-111-9
- O Livro Como Tema ISBN 978-972-22-2102-3
- No 1º Centenário do Doutor João Ameal ISBN ISBN 978-972-624-146-1 Erro de parâmetro em {{ISBN}}: caractere inválido
- Os Livreiros Franceses em Portugal  no Século XVIII (1998) ISBN 978-972-624-122-5
- Os Livreiros Franceses do Delfinado em Portugal  no Século XVIII [edição acrescentada] (2012) ISBN 978-972-23-4837-9
- T. S. Eliot e Ezra Pound  (2014) ISBN 978-972-23-4837-9

## Prémios e Homenagens
- Doutoramento Honoris causa pela Universidade Internacional Menéndez y Pelayo, de Santander
- Presidente honorário da União Internacional de Editores
- Colar de sócio correspondente português do Instituto Histórico e Geográfico Brasileiro
- Medalha Municipal de Mérito – Grau Ouro (Câmara Municipal do Porto)
- Prémio Antero de Quental com a obra A viagem de Ícaro
- Prémio Nacional de poesia com a obra Poesias escolhidas 1948 – 1968 (1968)
- Prémio Gulbenkian de História Moderna
- A 28 de janeiro de 1998 foi feito Grande-Oficial da Ordem do Infante D. Henrique.[1][3]
- A 10 de junho de 2011 foi feito Grande-Oficial da Ordem Militar de Sant'Iago da Espada.[3]
- Recebeu condecorações do francês e da Santa Sé[4]